# Ephebopus murinus
Ephebopus murinus es una especie de araña que pertenece a la familia Theraphosidae (tarántulas). Es una especie endémica de Brasil, pero también se encuentra en Surinam y Guayana Francesa.
La araña tiene de 5 a 6 pulgadas de largo (las piernas no incluidas). El abdomen, el extremo inferior de los quelíceros, la parte inferior y los muslos son de color negro a azul. Las rayas en forma de anillo en las patas son de color blanco brillante. El caparazón y las rayas en las patas llevan un brillo dorado. Por lo general, crecen muy rápidamente. Se trata de una especie muy agresiva cuando se encuentra a la defensiva, y puede atacar con rapidez y de forma inesperada.